# Престъпление
Престъпник пренасочва насам.  За други значения вижте Престъпник (пояснение).
Престъплението е общественоопасно деяние (действие или бездействие), което е извършено виновно и е обявено от закона за наказуемо.
Деянието е съзнателен волев акт, който обединява в психофизично единство неговата вътрешна и външна страна. Вътрешната страна на деянието са подбуди, цели и т.н., като тя завършва с вземане на решение за извършване на престъплението. Външната страна на деянието е обективирането в действителността на взетото решение. Тъй като между външната и вътрешната страна на деянието съществува психофизично единство, то която и от двете да липсва – няма деяние, а щом няма деяние - няма престъпление. Вътрешната страна на деянието е изключена, когато човешката проява не е осъществена под контрола на съзнанието. Примери за това са рефлекторните движения, инстинктивните реакции, физическа принуда. Тук проявата е извършена без да има протичащ процес под контрола на съзнанието. Външната страна на деянието се изряза в това, че престъпление е само външно изразеният съзнателен волев акт, а не мисли и чувства, колкото и лоши да са те. Обществената опасност е обективно и неюридическо качество на престъплението. Тя не се определя със закон или от съда, а съществува независимо от последните, като те само я констатират. (Ив. Ненов. Наказателно право обща част, книга втора). Обществената опасност има две форми, характер и степен. Характерът на обществената опасност се определя от вида обществени отношения, които престъплението засяга, тоест от неговия непосредствен обект (примерно непосредственият обект на убийството е неприкосновеността на човешкият живот, тоест характера на обществена опасност се изяснява на базата една такава констатация относно обекта на престъплението). Противоправността не фигурира изрично в чл. 9, ал. 1 НК, но тя е следващото подред качество на престъплението. Противоправността е обективно, юридическо качество на престъплението и изразява противоречието на деянието с дадена наказателно- правна норма от особената част на НК. Вината е юридическо и субективно качество на престъплението. Деянието е извършено виновно, когато е умишлено или непредпазливо. Наказуемостта също е обективно, юридическо качество на престъплението. Фундаментално положение в наказателното право е, че не е ли обявено изрично за наказуемо от закона едно деяние, то колкото и лошо да е - не е престъпление.

## В теория на наказателното право
Според теорията на наказателното право, престъплението е онова общественоопасно деяние, което е извършено виновно, и е било обявено за наказуемо от закона към момента на извършването му. Принципно на наказателните закони, т.е. на материалния закон, по силата на който властта следва да търси отговорност за определени деяния като престъпления, не може да се дава обратна сила. Т.е. с последващ законодателен акт не може да се търси наказателна отговорност за деяния или простъпки, които не са били обявени за такива по действащия/ите/ към момента на извършването им материален/ни/ наказателен/ни/ закон/и/. Противното е в противоречие с международни актове, по които България е страна.

## Престъпление според българския НК
Според чл. 9, ал. 1 от Наказателния кодекс на Република България престъплението е общественоопасно деяние, което е извършено виновно и е обявено от закона за наказуемо.
Отсъствието на част от установените признаци води до липса на престъпление.

### Престъплението като деяние
Деянието представлява съзнателен и волеви човешки акт, проявен външно чрез действие, бездействие или съвкупности от действия и бездействия, осъществено в определено време, място и обстановка, с което се цели приспособяване на съществуващата действителност към нечии потребности.
Деянието притежава психична страна и външно проявление. Като съзнателен акт то се характеризира с възприятие от страна на извършителя на елементите на съществуващата действителност и на самото деяние като елемент от тази действителност. Като волеви акт то е израз на способността на човека да избира поведението си. Деянието цели да се предизвикат определени промени в така възприетата действителност, за да се приспособи тя към потребностите на извършителя или към нечии други потребности – затова то е целенасочен акт. Външно деянието се проявява чрез действие или бездействие (форми на деянието), осъществени при определено време, място и обстановка.
Действието е съвкупност от телодвижения, при което тялото на човека или отделни негови части преминават от състояние на относителен покой спрямо действителността в движение. То се извършва под контрола на съзнанието въз основа на конкретно решение и е насочено към постигане на определена съставомерна наказуема цел.
Бездействието от обективна страна представлява пропускане на определено действие, което деецът е бил правно задължен да извърши. То също се извършва под контрола на съзнанието въз основа на конкретно решение и е насочено към постигане на определена цел.
Деянието води до определени изменения в действителността, които, ако са в разрез с интересите на обществото, получават неговата отрицателна оценка. От една страна то самото става нов елемент на действителността, а наред с това може да засегне и други съществуващи нейни елементи. Във втория случай деянието може да се отрази отрицателно върху тези елементи като ги застраши или увреди. Тези отрицателни последици обективно трябва да се намират в пряка и непосредствена причинна връзка с деянието, за да имат наказателноправно значение.

### Обществена опасност
Обществената опасност на престъплението е негов обективен, неюридически и определящ признак. То е деяние, което се намира в разрез с определени обществени интереси от особено важно значение. Поради това законодателят е счел за необходимо да даде засилена защита на тези интереси, като предвиди реализация на наказателна отговорност спрямо лицата, които са ги засегнали отрицателно. Обществената опасност се изразява чрез застрашаване или увреждане на определени обществени отношения.
Не са общественоопасни деянията, осъществени при условията на неизбежна отбрана, крайна необходимост, задържане на престъпник по чл. 12а НК, оправдан стопански риск.

### Противоправност
Противоправността е обективен юридически признак на престъплението. То се изразява в противоречие между деянието и установена правна забрана за извършването му. Наказателната противоправност се установява чрез предвидените в особената част на НК престъпни състави.
Не са противоправни деянията по чл. 9, ал. 2 НК и в изрично посочените случаи в особената част на НК (чл. 294, ал. 3).

### Наказуемост
Наказуемостта също е обективен юридически признак на престъплението. Тя се изразява в това, че за извършване на забраненото деяние в НК е предвидено налагане на определено наказание.
Деянието не е наказуемо в изрично предвидените от НК случаи (напр. чл. 292).

### Вина
Вината е субективен елемент на престъплението. Тя представлява психическото отношение на дееца към собственото му деяние, общественоопасните последици, които то причинява, изразява се чрез конкретното деяние, получава отрицателна оценка от обществото и се изразява във формата на умисъл или непредпазливост.
Съзнателните форми на вина (умисъл и самонадеяност) се изключват от фактическата грешка при условията на чл. 14 НК, а небрежността – когато е налице случайно деяние по чл. 15 НК. Не е виновно и деянието, осъществено по чл. 16 НК.
При липсата на който и да е от горепосочените признаци, деянието не е престъпление.
Градацията на формите на вината изглежда така:
| –1          | 0               | 1                            | 2                          | 3             | 4           |
| неизвършено | случайно деяние | несъзнателна непредпазливост | съзнателна непредпазливост | косвен умисъл | пряк умисъл |

## Видове престъпления
Според Наказателния кодекс на България, видовете престъпления са:
- престъпления против републиката – измяна, предателство и шпионство, диверсия и вредителство, тероризъм;
- престъпления против личността – убийство, телесна повреда, злепоставяне, отвличане, принуда, издаване на чужда тайна, клевета, изнасилване, блудство, трафик на хора;
- престъпления против собствеността – кражба, грабеж, присвояване, измама, изнудване, вещно укривателство, унищожаване и повреждане на собственост, злоупотреба на доверие;
- престъпления против паричната и кредитната система – фалшификация на пари, ценни книжа и документи;
- престъпления против брака, семейството и младежта – многоженство, принуждаване за встъпване в брак, получаване на откуп за встъпване в брак, продажба на децата, оставяне на деца без надзор;
- престъпления по служба – подкуп, нарушение на служебните задължения, превишаване на служебните пълномощия, злоупотреба с власт, злоупотреба със служебно положение;
- компютърни престъпления – хакерство;
- общоопасни престъпления – взривяване, палеж, злоумишлено наводнение;
- престъпления против народното здраве и околната среда – отровителство, заразителство, увреждане на околната среда;
- военни престъпления – отклонение от военна служба, неизпълнение на заповед;
- престъпления против мира и човечеството – пропаганда за война, геноцид, апартейд, вземане на заложници, убийство, изтезание и нечовешко отношение към военнопленници и цивилно население.

## Наказателна политика
Наказателните закони на страната съставляват концентриран израз за осъществяваната от нея наказателна политика. Въпросът за прилагането и спазването им е отделен от наказателната политика на държавата.